# 77755 Делемон
77755 Делемо́н (77755 Delémont) — астероїд головного поясу, відкритий 13 серпня 2001 року.
Тіссеранів параметр щодо Юпітера — 3,202.